# Xenodermidae
Famille
Synonymes
- Xenodermatidae Gray, 1849

Les Xenodermidae sont une famille de serpents. La famille synonyme Xenodermatidae a été identifiée et répertoriée par John Edward Gray en 1849.

## Répartition
Les espèces de cette famille se rencontrent en Asie de l'Est, en Asie du Sud-Est et en Asie du Sud.

## Liste des genres
Selon The Reptile Database (26 juillet 2025) :
- Achalinus  Peters, 1869
- Fimbrios Smith, 1921
- Parafimbrios Teynié, David, Lottier, Le, Vidal & Nguyen 2015
- Paraxenodermus Deepak, Lalronunga, Lalhmingliani, Das, Narayanan, Das, & Gower, 2021
- Stoliczkia Jerdon, 1870
- Xenodermus Reinhardt, 1836

## Taxinomie
C'est la seule famille de la super-famille des Xenodermatoidea Gray, 1849.

## Publication originale
- Gray, 1849 : Catalogue of the specimens of snakes in the collection of the British Museum, London, i-xv, p. 1-125 (texte intégral).